# Neuteich (Naturschutzgebiet)
Der Neuteich ist ein Naturschutzgebiet (NSG) im Landkreis Meißen in Sachsen. Das 10,45 ha große Gebiet mit der NSG-Nr. D 65 liegt nördlich von Weinböhla im Friedewald. Das Naturschutzgebiet wurde durch den Beschluss Nr. 92-14/74 des Bezirkstages Dresden vom 4. Juli 1974 (Mitt. Staatsorgane Nr. 4/74) festgesetzt. Das Naturschutzgebiet ist Bestandteil des FFH-Gebietes Nr. 4847-301 „Waldteiche bei Mistschänke und Ziegenbusch“.